# لوئیس هلتبی
لوئیس هلتبی (انگلیسی: Lewis Holtby؛ زادهٔ ۱۸ سپتامبر ۱۹۹۰) یک بازیکن فوتبال اهل آلمان است.
وی همچنین در تیم ملی فوتبال آلمان بازی کرده است.